# Muscle sterno-hyoïdien
Le muscle sterno-hyoïdien (musculus sternohyoideus en latin) est un muscle infra-hyoïdien pair de la face antérieure du cou, tendu entre le sternum et l'os hyoïde.

## Description
Le muscle sterno-hyoïdien est un muscle mince et étroit.

## Origine
Le muscle sterno-hyoïdien nait de la surface postérieure de l'extrémité médiale de la clavicule, du ligament sternoclaviculaire postérieur et de la partie supérieure et postérieure du manubrium sternal.

## Trajet
Le muscle sterno-hyoïdien se dirige vers le haut et médialement.

## Insertion
Le muscle sterno-hyoïdien  se termine sur le bord inférieur de l'os hyoïde, près de sa partie médiane.

## Innervation
Le muscle sterno-hyoïdien est innervé par un rameau de l'anse cervicale.

## Vascularisation
Le muscle sterno-hyoïdien est vascularisé par l'artère thyroïdienne inférieure.

## Action
Le muscle sterno-hyoïdien attire l'os hyoïde vers le bas et joue le rôle d'un muscle inspirateur accessoire.

## Galerie

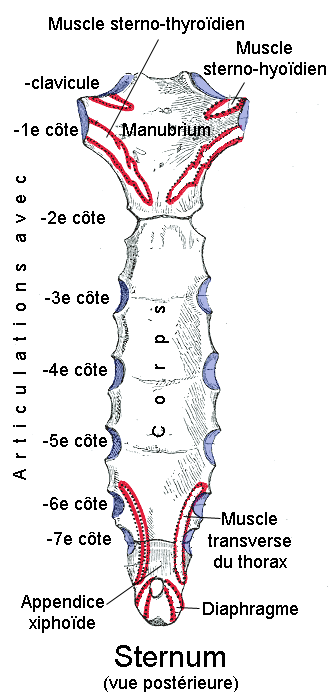
Face postérieure du sternum.
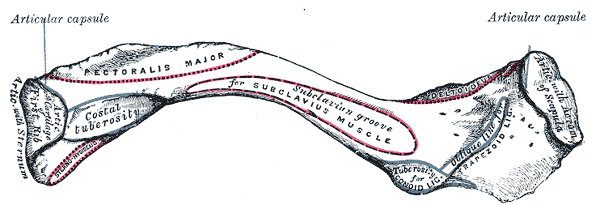
Clavicule. Vue inférieure.
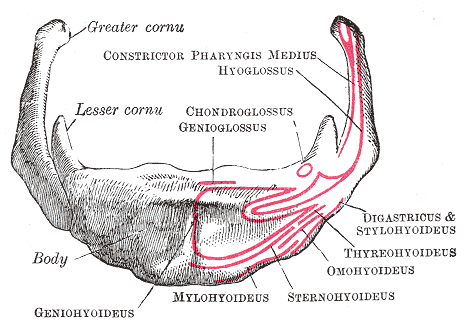
Os hyoïde. Vue antérieure